# Gravití

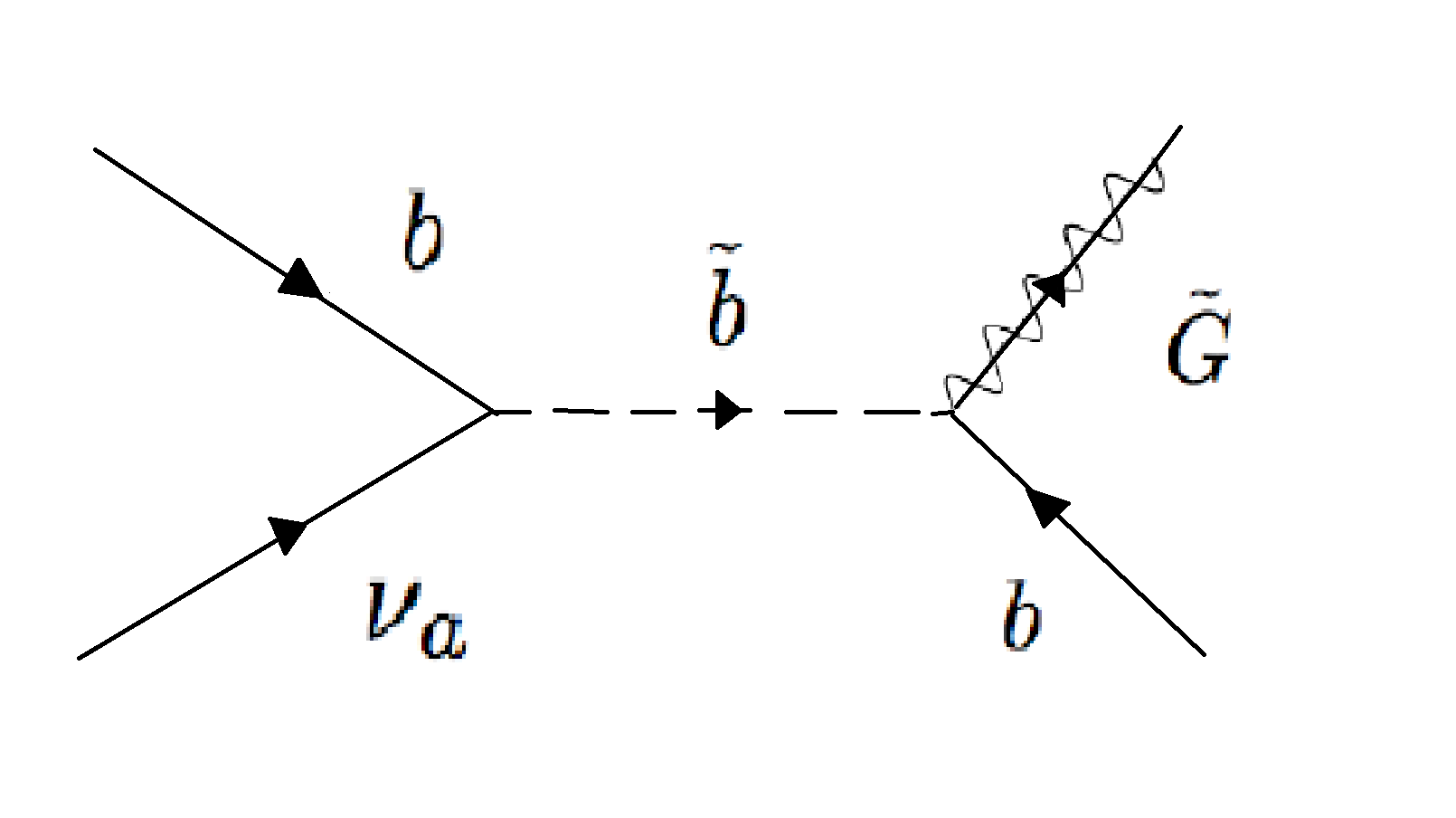
Gravití.

En teories de supergravetat, que combinen la relativitat general amb la supersimetria, el gravití (G͂) és el fermió company supersimètric del bosó de gauge mediador de la força de gravetat (el gravitó). Ha estat suggerit com a partícula candidata per a explicar la matèria fosca de l'univers.
Si existeix, el gravití és un fermió d'espín 3⁄2, i per això obeeix l'equació de Rarita-Schwinger. El camp del gravití és convencionalment escrit com ψμα amb μ = 0,1,2,3 un índex de quadrivector i α = 1,2 un índex d'espinor. Per μ = 0 obtenim modes de norma negativa, tal com passa amb tota partícula d'espín 1 o superior no massiva. Aquests modes no són físics i per mantenir unicitat ha d'existir una simetria de gauge que cancel·li aquests modes: δμψα = ∂μεα, en què εα(x) és un espinor funció de l'espaitemps. Aquesta simetria de gauge és una transformació local de supersimetria, i la teoria resultant és la supergravetat.
Així doncs, el gravití és el fermió mediador de les interaccions de supergravetat, com el fotó és el mediador de l'electromagnetisme, i el gravitó ho és presumiblement de la gravitació. Sempre que la supersimetria es trenca en teories de supergravetat, el gravití adquireix una massa, determinada per l'escala en la qual la supersimetria és trencada. Aquesta escala varia molt en diferents models de trencament de supersimetria, però si es vol solucionar el problema de jerarquia del model estàndard, el gravití no pot ser més massiu que aproximadament 1 TeV.

## Problema cosmològic del gravití
El fet que el gravití tingui una massa de l'ordre del TeV crea un problema en el model estàndard de cosmologia, almenys en la seva forma més simple:
- Una possibilitat és que el gravití sigui estable. Aquest seria el cas si el gravití és la partícula supersimètrica més lleugera i la paritat-R és una simetria conservada (o gairebé). En aquest cas, el gravití és un candidat de matèria fosca, car els gravitins creats a l'inici de l'univers no s'haurien desintegrat. Tanmateix, quan es calcula la densitat de gravitins esperada, es troba un valor molt més alt que la densitat de matèria fosca observada.
- L'altra possibilitat és que el gravití sigui inestable. En aquest cas, els gravitins decaurien i no contribuirien a la densitat de matèria fosca observada. Tanmateix, com decauen només mitjançant les interaccions gravitacionals, la seva vida mitjana seria molt llarga, de l'ordre de Mpl² ∕ m3 en unitats naturals, en què Mpl és la massa de Planck i m la massa del gravití. Per a un gravití de massa de l'ordre del TeV aquesta seria 10⁵ s, molt més llarga que l'era de nucleosíntesi. Com a mínim, un dels canals possibles de desintegració ha d'incloure un fotó, un leptó carregat o un mesó, i tots aquests serien prou energètics com per a destruir un nucli en cas de col·lisió. Es pot demostrar que el nombre de partícules energètiques creades en la desintegració del gravití permetria destruir gairebé tots els nuclis que es van crear en l'era de nucleosíntesi, en contradicció amb les observacions. De fet, en tal cas, l'univers estaria fet d'hidrogen només i la formació d'estels probablement seria impossible.

Una solució possible al problema cosmològic del gravití l'aporta el model de supersimetria split ('dividit'), en què la massa del gravití és molt més alta que l'escala de TeV, però altres companys fermiònics supersimètrics de partícules del model estàndard apareixen ja a aquesta escala.
Una altra solució és que la R-paritat sigui lleugerament violada i el gravití sigui la partícula supersimètrica més lleugera. En aquest cas, gairebé totes les partícules supersimètriques en l'univers inicial decaurien en partícules del model estàndard per interaccions que violen la paritat-R ben abans de la síntesi primordial de nuclis; una fracció petita, tanmateix, decauria en gravitins, amb vida mitjana d'ordre de magnitud més gran que l'edat de l'univers, a causa de la supressió de la taxa de desintegració a l'escala de Planck i els petits acoblaments que violen la paritat-R.